# Luigi Giuliano (calciatore)
Luigi Giuliano (Vercelli, 16 agosto 1930 – Roma, 23 dicembre 1993) è stato un allenatore di calcio e calciatore italiano, di ruolo mediano.
È morto nel dicembre 1993 a 63 anni.

## Carriera
Inizia la sua carriera nella Pro Vercelli in Serie B nell'immediato dopoguerra.
Dalla Pro Vercelli passa alle giovanili del Torino col quale esordisce in Serie A il 14 novembre 1948 contro il Bologna nel ruolo di ala destra siglando il goal del definitivo 2-2 a tre minuti dalla fine della partita.
La settimana successiva replica contro il Novara segnando il primo gol della partita che termina con la vittoria del Torino per 2-0 e, due domeniche dopo, schierato nuovamente in prima squadra, segna ancora il goal della vittoria per 1-0 contro il Modena realizzando così il terzo gol nelle prime 3 presenze nella massima serie.
Unico giocatore della squadra "Ragazzi" ad entrare in pianta stabile nell'orbita della prima squadra, scampa alla tragedia di Superga e, dopo la sciagura, termina il campionato capitanando la squadra giovanile che sostituisce il Grande Torino nelle ultime quattro giornate di campionato, segnando inoltre una rete contro la Fiorentina.
Rimane al Torino fino alla stagione 1953-1954 disputando in totale 125 partite nella massima serie e siglando 12 gol, di cui 7 nella sola stagione 1949-1950.
Nell'estate 1954 viene ceduto alla Roma per la cifra di 80 milioni di lire.
Rimane alla Roma fino alla stagione 1961-1962 disputando un totale di 157 presenze tra campionato e Coppe internazionali nel ruolo di mediano, segnando 10 gol e vestendo la fascia di capitano per diverse stagioni.
Ha collezionato complessivamente 267 presenze e 21 reti in Serie A.
Esordisce in Nazionale il 27 novembre 1955 a Budapest contro l'Ungheria di Ferenc Puskás, partita terminata con la vittoria dei magiari per 2-0.
Le ultime stagioni nella Roma sono tormentate da due gravi infortuni alle ginocchia ma questo non gli impedisce di far parte, nella stagione 1960-1961, della squadra che vince la Coppa delle Fiere. Sigla il primo gol della Roma nella competizione nella partita contro il St. Galloise, terminata 4-1 per la Roma.
Ritiratosi dal calcio giocato intraprende la carriera di allenatore facendo anche un'esperienza all'estero. Per due anni, infatti, allena l'Egaleo, squadra di Atene all'epoca militante nella massima serie greca.
Rientrato in Italia entra a far parte del team di allenatori che, alle dipendenze della FIGC, curano la preparazione dei calciatori durante l'assolvimento del servizio di leva obbligatorio. Dopo tale esperienza con la FIGC entra negli organici della Roma dove si dedica ai giovani allenando nel corso degli anni tutte le squadre del settore giovanile fino alla primavera, vincendo anche un titolo di Campione d'Italia con la squadra Allievi nel 1982-1983.
In seguito passa dietro la scrivania come dirigente della Roma.

## Statistiche

### Cronologia presenze e reti in nazionale
| Cronologia completa delle presenze e delle reti in nazionale ― Italia | Cronologia completa delle presenze e delle reti in nazionale ― Italia | Cronologia completa delle presenze e delle reti in nazionale ― Italia | Cronologia completa delle presenze e delle reti in nazionale ― Italia | Cronologia completa delle presenze e delle reti in nazionale ― Italia | Cronologia completa delle presenze e delle reti in nazionale ― Italia | Cronologia completa delle presenze e delle reti in nazionale ― Italia | Cronologia completa delle presenze e delle reti in nazionale ― Italia |
| Data                                                                  | Città                                                                 | In casa                                                               | Risultato                                                             | Ospiti                                                                | Competizione                                                          | Reti                                                                  | Note                                                                  |
| --------------------------------------------------------------------- | --------------------------------------------------------------------- | --------------------------------------------------------------------- | --------------------------------------------------------------------- | --------------------------------------------------------------------- | --------------------------------------------------------------------- | --------------------------------------------------------------------- | --------------------------------------------------------------------- |
| 27-11-1955                                                            | Budapest                                                              | Ungheria                                                              | 2 – 0                                                                 | Italia                                                                | Amichevole                                                            | -                                                                     |                                                                       |
| Totale                                                                |                                                                       | Presenze                                                              | 1                                                                     |                                                                       | Reti                                                                  | 0                                                                     |                                                                       |

## Palmarès

### Competizioni internazionali
- Coppa delle Fiere: 1

Roma: 1960-1961

### Competizioni nazionali
- Campionato italiano: 1

Torino: 1948-1949